# Championnats du monde de ski nordique 1980
L'édition 1980 des championnats du monde de ski nordique a eu lieu à Falun en Suède. Ce championnat ne concerne qu'une seule course, l'épreuve féminine du 20 km en ski de fond, qui n'était pas au programme des Jeux olympiques de Lake Placid.

## Palmarès
| Épreuve                       | Or                                 | Argent                            | Bronze                            |
| février : Ski de fond 20 km / | Veronika Hesse, Allemagne de l'Est | Galina Kulakova, Union soviétique | Raisa Smetanina, Union soviétique |

## Tableau des médailles
| Rang | Nation             | Or | Argent | Bronze | Total |
| ---- | ------------------ | -- | ------ | ------ | ----- |
| 1    | Allemagne de l'Est | 1  | 0      | 0      | 1     |
| 2    | Union soviétique   | 0  | 1      | 1      | 2     |